# 骡坪镇
骡坪镇，是中华人民共和国重庆市巫山县下辖的一个乡镇级行政单位。

## 行政区划
骡坪镇下辖以下地区：
场镇社区、骡坪村、凤岭村、北山村、玉水村、金水村、团山村、观奇村、大垭村、鸳鸯村、龙河村、新华村、兴旺村、仙峰村、和平村、茶园村、义和村和路口村。